# 이동주 (배우)
이동주(1994년 4월 2일 ~ )는 대한민국의 배우이다.

## 출연

### 영화
- 《식스볼》 (2020년) - 이 대리 역
- 《전설의 라이타》 (2019년) - 이영태 역
- 《혈의 누》 (2005년)
- 《귀신이 산다》 (2004년)
- 《여선생 VS 여제자》 (2004년)

### 드라마
- 《써치》 (2020년, OCN) - 홍도훈 상병 역

### 광고
- 그라펜
- Kcc